# Norm Van Lier
Norman Allen Van Lier III (East Liverpool, Ohio, 1 de abril de 1947-Chicago, Illinois, 26 de febrero de 2009) fue un jugador de baloncesto estadounidense que disputó 11 temporadas en la NBA. Con 1,85 metros de altura jugaba en la posición de base.

## Trayectoria deportiva

### Universidad
Jugó durante 4 temporadas con los Red Flash de la Universidad de St. Francis, donde en sus dos últimos años promedió 18,8 y 21,0 puntos respectivamente, liderando al equipo en ese apartado. Acabó siendo el líder histórico en asistencias de su universidad.

### Profesional
Fue elegido en la tercera ronda del Draft de la NBA de 1969 por Chicago Bulls, aunque fue traspasado inmediatamente a Cincinnati Royals, donde en su segunda temporada fue el líder en asistencias de la liga, promediando 10,1. Mediada la temporada siguiente fue repescado por los Bulls, donde transcurrió la mayor parte de su carrera. Allí destacó sobre todo en el aspecto defensivo, siendo elegido durante 8 temporadas consecutivas en alguno de los dos mejores quintetos defensivos de la liga. También fue incluido en el segundo mejor equipo de la NBA en 1974 y seleccionado en 3 ocasiones para jugar el All-Star Game.
Su última temporada como profesional la jugó en Milwaukee Bucks, retirándose con 31 años tras 11 como profesional. En el total de su paso por la NBA promedió 11,8 puntos, 7,0 asistencias y 4,8 rebotes por partido.

## Estadísticas de su carrera en la NBA
|  | Líder de la liga |

### Temporada regular
| Año      | Equipo     | PJ  | PT | MPP  | %TC  | %3P | %TL  | RPP | APP  | ROB | TPP | PPP  |
| -------- | ---------- | --- | -- | ---- | ---- | --- | ---- | --- | ---- | --- | --- | ---- |
| 1969-70  | Cincinnati | 81  | —  | 35.7 | .403 | —   | .741 | 5.0 | 6.2  | —   | —   | 9.5  |
| 1970-71  | Cincinnati | 82  | —  | 40.5 | .420 | —   | .816 | 7.1 | 10.1 | —   | —   | 16.0 |
| 1971-72  | Cincinnati | 10  | —  | 27.5 | .311 | —   | .773 | 5.8 | 5.1  | —   | —   | 7.3  |
| 1971-72  | Chicago    | 69  | —  | 31.0 | .456 | —   | .791 | 4.3 | 7.1  | —   | —   | 12.1 |
| 1972-73  | Chicago    | 80  | —  | 36.0 | .445 | —   | .787 | 5.5 | 7.1  | —   | —   | 13.9 |
| 1973-74  | Chicago    | 80  | —  | 35.8 | .406 | —   | .778 | 4.7 | 6.9  | 2.0 | .1  | 14.3 |
| 1974-75  | Chicago    | 70  | —  | 37.0 | .420 | —   | .792 | 4.7 | 5.8  | 2.0 | .2  | 15.0 |
| 1975-76  | Chicago    | 76  | —  | 39.8 | .366 | —   | .737 | 5.4 | 6.6  | 2.0 | .3  | 12.6 |
| 1976-77  | Chicago    | 82  | —  | 37.8 | .412 | —   | .778 | 4.5 | 7.8  | 1.6 | .2  | 10.2 |
| 1977-78  | Chicago    | 78  | —  | 32.4 | .419 | —   | .751 | 3.6 | 6.8  | 1.8 | .1  | 7.3  |
| 1978-79  | Milwaukee  | 38  | —  | 14.6 | .390 | —   | .904 | 1.1 | 4.2  | 1.1 | .1  | 2.8  |
| Total    | Total      | 746 | —  | 35.1 | .414 | —   | .780 | 4.8 | 7.0  | 1.8 | .2  | 11.8 |
| All-Star | All-Star   | 3   | 1  | 12.3 | .286 | —   | .500 | 1.0 | 1.0  | .7  | .3  | 1.7  |

### Playoffs
| Año   | Equipo  | PJ | PT | MPP  | %TC  | %3P | %TL  | RPP | APP | ROB | TPP | PPP  |
| ----- | ------- | -- | -- | ---- | ---- | --- | ---- | --- | --- | --- | --- | ---- |
| 1972  | Chicago | 4  | —  | 36.0 | .415 | —   | .857 | 6.3 | 8.3 | —   | —   | 14.0 |
| 1973  | Chicago | 7  | —  | 36.9 | .349 | —   | .733 | 5.3 | 5.1 | —   | —   | 14.4 |
| 1974  | Chicago | 11 | —  | 42.4 | .424 | —   | .830 | 4.3 | 6.8 | 1.5 | .3  | 14.6 |
| 1975  | Chicago | 13 | —  | 42.1 | .409 | —   | .747 | 5.2 | 4.7 | 1.5 | .4  | 15.1 |
| 1977  | Chicago | 3  | —  | 44.7 | .158 | —   | .833 | 5.0 | 9.7 | 3.3 | .3  | 5.3  |
| total | total   | 38 | —  | 40.8 | .389 | —   | .784 | 5.0 | 6.2 | 1.7 | .3  | 13.9 |